# Gaels
Els gaels són un grup etnolingüístic celta definida sobre la llengua gaèlica i els habitants inicials de l'Illa d'Irlanda. És controvertida si la diferenciació ètnica és legítima. Recentment s'ha situat l'establiment principal d'aquesta ètnia al nord i oest de l'illa irlandesa mentre entre aquesta zona i el sud i l'est de l'illa s'ha considerat zona fronterera.
A l'Escòcia del principi de l'edat mitjana i l'alta Edat Mitjana hi havia dos grups en constant conflicte pel poder del territori: els escots i els gaels.